# محمد جواد خاوری
محمدجواد خاوری (زادهٔ ۱ دی‌ماه ۱۳۴۶ بامیان) نویسنده، داستان‌نویس، و پژوهشگر فرهنگ عامیانهٔ مردم هزاره است. وی به خاطر گردآوری فرهنگ بومی مردم هزاره و رمانهایش که الهام گرفته از اساطیر و فرهنگ مردم هزاره است، شناخته می‌شود. او عضو انجمن قلم نروژ و انجمن نویسندگان نروژ است.

## زندگی‌نامه
در کودکی به همراه خانواده‌اش به ایران مهاجرت کرد و در مشهد ساکن شد. آموزش را در مکتب سنتی آغاز کرد و سپس هم‌زمان با تحصیل علوم دینی، وارد مدرسه دولتی شد و تا مقطع دیپلم در رشتهٔ ادبیات و علوم انسانی ادامه داد. در سال ۲۰۱۱ به نروژ مهاجرت کرد و همچنان در آن کشور اقامت دارد.

## فعالیت‌های ادبی و فرهنگی
نویسندگی را از جوانی با نوشتن داستان کوتاه آغاز کرد. در کنار آن، به فرهنگ عامیانه علاقه‌مند شد و به گردآوری فولکلور هزاره‌ها، شامل قصه‌ها، دوبیتی‌ها و مثل‌ها پرداخت. این پژوهش‌ها به صورت کتاب‌های مستقل منتشر شده‌اند.
داستان‌های خاوری متأثر از فرهنگ بومی و پژوهش‌های میدانی او هستند و به زندگی و ذهنیت مردم هزاره می‌پردازند. داستان‌هایش فضای تلفیقی از واقعیت، اسطوره و جادو دارند. یکی از آثارش به نام «گل سرخ دل‌افگار» پس از انتشار هنگام انتقال به افغانستان، توسط ریاست اطلاعات و فرهنگ ولایت نیمروز، به همراه چند اثر دیگر به عنوان «ضد وحدت ملی» توقیف و در رود هلمند ریخته شد.

## مسئولیت‌های اجرایی و مطبوعاتی
در سال ۱۳۷۵ عضو «مرکز فرهنگی نویسندگان افغانستان» شد. با همکاری افرادی چون سرور دانش، سید ابوطالب مظفری، محمدکاظم کاظمی، علی پیام، حمزه واعظی و دیگران، فصلنامه ادبی «دردری» را تأسیس کرد و تا آخرین شماره (۱۳ شماره) در هیئت تحریریه آن بود. در سال ۱۳۸۰ نیز مؤسسه فرهنگی دردری را بنیان‌گذاری کرد که مجلهٔ «خط سوم» را منتشر می‌کرد. خاوری برای ده سال مدیر این مؤسسه و مدیرمسئول فصلنامه بود.

## جوایز و افتخارات
- پژوهشگر برگزیده غرفه افغانستان در پانزدهمین نمایشگاه بین‌المللی کتاب تهران (۱۳۸۱)
- جایزه درجه اول فرهنگی، از سوی وزارت اطلاعات و فرهنگ افغانستان (۱۳۸۳)
- نکوداشت در هفتمین جشنواره قند پارسی، خانه ادبیات افغانستان، تهران (۱۳۸۸)[۱۰]

## کتابشناسی

### داستانی
- دختران خاک، نی، ۱۴۰۴، تهران
- بود و نبود، تاک، ۱۳۹۸، کابل
- مرگ مفاجات، نشر آمو، ۱۳۹۷، تهران
- طلسمات، تاک، ۱۳۹۵، کابل
- گل سرخ دل‌افگار، انتشارات عرفان، ۱۳۷۸، تهران

### پژوهشی و فولکلور
- شگفتی‌های بامیان، عرفان، ۱۳۹۶، تهران
- قصه‌های هزاره‌های افغانستان، نشر چشمه، ۱۳۷۷، تهران
- دوبیتی‌های عامیانه افغانستان، عرفان، ۱۳۸۲، تهران
- دوبیتی‌های عامیانه هزارگی، عرفان، ۱۳۸۰، تهران
- پشت کوه قاف، مرکز فرهنگی نویسندگان افغانستان، ۱۳۷۶، قم

### مقالات
سلسله مقالاتی در مورد فرهنگ شفاهی مردم هزاره با عناوین: هزارگی؛ لهجه، گویش، ضرب المثلهای هزارگی، ادبیات منظوم هزارگی، قصه های عامیانه هزارگی، چیستانهای هزارگی و دوبیتی های عامیانه هزارگی. 

### آثار ترجمه‌شده
- طلسمات (عربی)، ترجمه غسان حمدان، منشورات جدل، ۲۰۲۲، کویت[۱۲]
- پشت کوه قاف (اردو)، ترجمه شرافت عباس ناز، اداره فروغ تعلیم و ادبیات بلوچستان، ۲۰۱۰